# Vlagyimir Alekszandrovics Szuhomlinov
Vlagyimir Alekszandrovics Szuhomlinov (oroszul: Владимир Александрович Сухомлинов; Telšiai, 1848. augusztus 16. [régi orosz naptár szerint augusztus 4.] – Berlin, 1926. február 2.) orosz  lovassági tiszt, tábornok. Előbb az orosz hadsereg vezérkari főnöke, majd hadügyminiszter.

## Élete
Vlagyimir Alekszandrovics Szuhomlinov orosz tábornok 1848-ban született, az Orosz Birodalom területén. Szentpétervárra járt lovassági iskolában és 1867-ben már a királyi ulánusoknál szolgált. 1874-ben diplomát szerzett. Katonaként részt vett 1877-78-as Orosz-török háborúban, ahol kiérdemelte a Szent György kereszt 4. fokozatát.
1883 és 1886 között egy dragonyos ezred parancsnoka. 1886-tól egészen 1897-ig a Szentpétervári lovas iskola vezető tisztje. Eközben, 1890-ben tábornoki rangot kapott. 1897. után egy ideig a 10. Lovashadosztály vezetője. 1899-től a kijevi katonai körzet vezérkari főnöke, majd 1904-től annak a parancsnoka. 1908-ban ő lett az új hadügyminiszter.
Új posztján Szuhomlinov megpróbálta átszervezni a hadsereget. Az első világháború során nem tudta kellő módon irányítani csapatait. 1915-ben meggyanúsították, hogy ő felel az egész orosz hadsereget érintő lőszerhiányért. Emiatt lemondásra kényszerült, utódja Alekszej Andrejevics Polivanov orosz tábornok lett. Később perbe fogták a lőszerhiány miatt, de végül megszüntették az eljárást.
1917-ben a cár bukásával és az Ideiglenes kormány hatalomra jutásával ismét letartóztatták és korrupció és csalás vádjával perbe fogták. Bűnösnek találták és életfogytiglani börtönbüntetésre ítélték. A bolsevikok hatalomátvételével szabadlábra került, ez után emigrált Finnországba. 1921-ben megírta emlékiratait. 1926. február 2-án halt meg Berlinben.

## Főbb kitüntetései
- Szent György-rend 4. osztálya
- Szent Vlagyimir-rend 4., 3. és 2. osztálya
- Szent Anna-rend 1. és 2. osztálya
- Alekszandr Nyevszkij-rend
- francia Becsületrend
- Ferenc József-rend